# 呼吸机
呼吸机（ventilator）或呼吸器是一种可有效代替、控制或改变人的正常生理呼吸，增加肺通气量，改善呼吸功能，减少呼吸功消耗，节约心脏储备的医疗机电装置。其基本工作原理是建立近侧气道与肺泡之间的压力差而产生气流，可以为生理上无法通气呼吸或通气呼吸不足的患者提供呼吸，进行机械换气。
在现代临床医学中，呼吸机由计算机控制，作为一项能人工替代自主通气功能的有效手段，已普遍用于呼吸衰竭支持与治疗、大手术期间的麻醉呼吸管理（麻醉學，作为麻醉机的组成部分）、危重症抢救（重症醫學、急診醫學）、家庭护理中，在现代医学领域内占有十分重要的位置。呼吸机是一种能够起到预防和治疗呼吸衰竭，减少并发症，挽救及延长病人生命的至关重要的医疗设备。短时无法使用呼吸机时，也可以使用简单的手动袋瓣罩甦醒球对患者进行通气呼吸。

## 功能

### 生命攸关系统
由于呼吸机故障可能导致患者死亡，因此机械呼吸机被归类为生命攸關系統 ，必须采取预防措施来确保其高度可靠，如电源 。 
因此，机械呼吸机需要精心设计，使任何单点故障都不会危及患者。 呼吸机可能配备有手动备用机制，在没有电源的情况下可以实现手动呼吸（如集成在麻醉机中的呼吸机），还可能具有安全阀，在没有电源的情况下安全阀会打开，连通外部空气，让患者自主呼吸，防止窒息。 一些呼吸机还配备了压缩气罐，空气压缩机或备用电池，在电源故障或气体供应不足时提供通风。 

## 2019年冠状病毒病疫情
疫情导致生活必需品和医疗用品的短缺，一些国家已经出现呼吸机短缺。
据《纽约时报》报道，美国联邦公共卫生机构评估了疫情期间呼吸机的需求，并与一家私人公司签约，开发和生产4万台低价呼吸机。但是，该承包商被一家价值数十亿美元的竞争对手收购，并取消了合同。
2006年（在乔治·沃克·布什的领导下），联邦机构生物医学高级研究与开发局（BARDA）意识到美国很可能会遇到需要大量呼吸机的呼吸道疾病，因此他们拨款6美元与加利福尼亚一家小型公司Newport Medical Instruments签订了价值100万美元的合同，以每台3,000美元以下的价格制造40,000台呼吸机。 2011年，上述公司向疾病控制中心发送了3个原型机。 2012年，年产值120亿美元的医疗设备制造商Covidien制造了更昂贵的竞争性呼吸机，并以1亿美元的价格收购了Newport。 Covidien推迟了上述合同，于2014年取消了合同。 BARDA重新与一家新的呼吸机制造商（飞利浦）签订了合同，2019年7月，FDA批准了飞利浦呼吸机上市，政府订购了10,000台呼吸机，并计划于2020年中交付。

### 疫情期间对医疗用品的出口限制
为应对冠状病毒肺炎疫情，54个政府对医疗用品出口实行了限制。

## 主要厂商
| 制造商       | 国家         | 市场份额（2019） |
| ------------ | ------------ | ---------------- |
| 洁定         | 瑞典         | 22％             |
| 夏美顿       | 美国、瑞士   | 22％             |
| 德尔格       | 德国         | 16％             |
| 迈瑞         | 中国         | 10％             |
| 美敦力       | 美国、爱尔兰 | 5％              |
| 洛文斯坦医疗 | 德国         | 3％              |
| 维亚尔医疗   | 美国         | 3％              |
| GE医疗       | 美国         | 3％              |
| 飞利浦伟康   | 荷兰         | 3％              |
| 其他         |              | 15％             |

## 外部連結
- Coronavirus: What are ventilators and why are they important?（页面存档备份，存于）
- Agorize - Code Life Ventilator Challenge（页面存档备份，存于）